# Shotzi Blackheart
Ashley Louise Urbanski (* 14. März 1992 in Santa Clara County, Kalifornien) ist eine amerikanische Wrestlerin. Sie stand bei der WWE unter Vertrag und trat regelmäßig in deren Show SmackDown auf.

## Wrestling-Karriere

### Erste Anfänge (2015–2019)
Blackheart begann ihre Karriere 2014 bei Hoodslam in Oakland, Kalifornien, als Missy Highasshit, eine Cheerleaderin für den Hoodslam-Stall Stoner U. Sie trat auch häufig in der kalifornischen Independent-Szene auf und rang für Promotions wie All Pro Wrestling, Bar Wrestling und Big Time Wrestling. Im Juni 2017 trat sie im APW Cow Palace Royale gegen Candice LeRae und Rachael Ellering an. Blackheart gab ihr Debüt für SHIMMER am 11. November 2016. Bei Evolve 137 am 11. Oktober 2019 bot William Regal ihr einen WWE-Vertrag an. Während ihrer letzten Monate als Free Agent schrieb sie auf Twitter, dass sie einen Miniaturspielzeugpanzer erhalten möchte, um zum Ring zu fahren. Die Chicagoer Band AWEFUL gab ihr den Panzer als Geschenk für die Hauptrolle in ihrem Musikvideo, weshalb sie ihn Pocket the Aweful Tank nannte.

### World Wrestling Entertainment (seit 2019)
Am 15. Oktober 2019 wurde berichtet, dass Blackheart bei der WWE unterschrieben und ihr Training im WWE Performance Center begonnen hat. Blackheart gab ihr Debüt bei einer NXT Houseshow am 5. Dezember 2019 und verlor gegen Chelsea Green. Ihr TV-Debüt gab sie auf NXT am 18. Dezember 2019 gegen Bianca Belair. In der Folge von NXT vom 15. Januar 2020 trat Blackheart in einer Battle Royal an, um die nächste Herausforderin für die NXT Women’s Championship zu bestimmen. In diesem Match wurde sie von Shayna Baszler eliminiert. Dies führte zu einem Match gegen Baszler in der folgenden Episode, in der Blackheart besiegt wurde. Sie nahm am Royal Rumble der Frauen 2020 teil und wurde von Baszler eliminiert.
Bei NXT TakeOver: WarGames IV am 6. Dezember 2020 bestritt sie zusammen mit Ember Moon, Rhea Ripley und Io Shirai ein War Games-Match, dieses verloren sie jedoch. Im Januar 2021 nahm sie am ersten Dusty Rhodes Women’s Tag Team Classic teil. Sie erreichte zusammen mit Ember Moon das Finale. Bei dem Finale am 14. Februar 2021 bei NXT TakeOver: Vengeance Day verloren sie gegen Dakota Kai und Raquel González.
Am 10. März 2021 gewann sie zusammen mit Ember Moon die NXT Women’s Tag Team Championship. Hierfür besiegten sie Dakota Kai und Raquel González. Die Regentschaft hielt 55 Tage und sie verloren die Titel schlussendlich am 4. Mai 2021 an Candice LeRae und Indi Hartwell.
Am 9. Juli 2021 debütierte sie bei SmackDown. Sie trat zusammen mit Nox gegen Natalya und Tamina an. Dieses Match konnten sie gewinnen. Mit ihrem Debüt änderte sich ihr Ringname in Shotzi.

## Titel und Auszeichnungen
- World Wrestling Entertainment
  - NXT Women’s Tag Team Championship (1×) mit Ember Moon
  - NXT Year-End Award (Breakout Star of the Year) (2020)

- Alternative Wrestling Show
  - AWS Women’s Championship (1×)

- East Bay Pro Wrestling
  - EBPW Ladies Championship (1×)

- Gold Rush Pro Wrestling
  - GRPW Lady Luck Championship (1×)

- Hoodslam
  - Best Athlete In The East Bay Championship (1×)
  - Intergalactic Tag Team Championship (1×) mit Joey Ryan

- IWA Mid-South
  - IWA Mid-South Women’s Championship (1×)

- Rise Wrestling
  - Phoenix of RISE Championship (1×)

- Sabotage Wrestling
  - Sabotage War Of The Genders Championship (2×)

- Shine Wrestling
  - Shine Nova Championship (1×)

- Pro Wrestling Illustrated
  - Nummer 46 der Top 50 Wrestlerinnen in der PWI der Frauen im Jahr 2017
  - Nummer 78 der Top 100 Wrestlerinnen in der PWI der Frauen im Jahr 2018
  - Nummer 78 der Top 100 Wrestlerinnen in der PWI der Frauen im Jahr 2019